# Marian Adamski
Marian Andrzej Adamski (ur. 2 lutego 1946, zm. 24 maja 2025) – polski inżynier, profesor nauk technicznych.

## Życiorys
W 1970 r. ukończył studia automatyki na Politechnice Poznańskiej, W 1976 r. obronił pracę doktorską, w 1992 r. habilitował się na podstawie pracy zatytułowanej Projektowanie układów cyfrowych systematyczną metodą strukturalną. W 2002 r. uzyskał tytuł profesora nauk technicznych.
Został pracownikiem naukowym na Uniwersytecie Zielonogórskim i w Państwowej Wyższej Szkole Zawodowej w Gorzowie Wielkopolskim.
30 maja 2025 został pochowany na Cmentarzu Komunalnym w Przytoku.